# Amazopimpla errabunda
Amazopimpla errabunda là một loài tò vò trong họ Ichneumonidae.